# Prudencio Andaya
Prudencio Padilla Andaya CICM (ur. 2 stycznia 1959 w Lubuagan) – filipiński duchowny rzymskokatolicki, w latach 2003–2024 wikariusz apostolski Tabuk, od 2025 biskup Cabanatuan.

## Życiorys
Święcenia kapłańskie otrzymał 8 grudnia 1986 w Zgromadzeniu Niepokalanego Serca Maryi. Po święceniach wyjechał na misję do Zambii, gdzie pracował w jednej z misyjnych placówek, zaś w latach 1991-1997 był przełożonym regionalnym zakonu. W 1998 powrócił na Filipiny i rozpoczął pracę w nowicjacie w Taytay, którego przełożonym został rok później.
16 kwietnia 2003 został mianowany wikariuszem apostolskim Tabuk oraz biskupem tytularnym Fuerteventury. Trzy miesiące później przyjął sakrę biskupią z rąk abp. Antonio Franco, ówczesnego nuncjusza apostolskiego na Filipinach.
8 grudnia 2024 papież Franciszek mianował go ordynariuszem diecezji Cabanatuan. Kanoniczne objęcie przez niego urzędu miało miejsce 3 lutego 2025.